# Europese kampioenschappen kunstschaatsen 1956
De Europese Kampioenschappen kunstschaatsen zijn wedstrijden die samen een jaarlijks terugkerend evenement vormen, georganiseerd door de Internationale Schaatsunie (ISU).
De kampioenschappen van 1956 vonden plaats van 19 tot en met 21 januari in Parijs. Het was de tweede keer dat de EK kunstschaatsen hier plaatsvonden, eerder werd het evenement van 1932 er gehouden.
Voor de mannen was het de 48e editie, voor de vrouwen en paren was het de 20e editie en voor de ijsdansers de derde editie.

## Historie
De Duitse en Oostenrijkse schaatsbond, verenigd in de "Deutscher und Österreichischer Eislaufverband", organiseerden zowel het eerste EK Schaatsen voor mannen als het eerste EK Kunstschaatsen voor mannen in 1891 in Hamburg, in toen nog het Duitse Keizerrijk, nog voor het ISU in 1892 werd opgericht. De internationale schaatsbond nam in 1892 de organisatie van het EK kunstschaatsen over. In 1895 werd besloten voortaan het WK kunstschaatsen te organiseren en kwam het EK te vervallen. In 1898, na twee jaar onderbreking, vond toch weer een herstart plaats van het EK kunstschaatsen.
De vrouwen en paren zouden vanaf 1930 jaarlijks om de Europese titel strijden. De ijsdansers streden vanaf 1954 om de Europese titel in het kunstschaatsen.

## Deelname
Er namen deelnemers uit elf landen deel aan deze kampioenschappen. Zij vulden een recordaantal van 64 startplaatsen in de vier disciplines in. Het ware de eerste kampioenschappen waaraan deelnemers uit de DDR (één duo bij het paarrijden) en de Bondsrepubliek (in alle vier de toernooien), afzonderlijk deelnamen.
Nadat voor Rusland Nikolaj Panin (1904, 1908), Karl Ollow (1909, 1911) en Ivan Malinin (1911, 1912) hadden deelgenomen, werd dit jaar voor het eerst de Sovjet-Unie vertegenwoordigd op de Europese kampioenschappen.
Voor Nederland namen Joan Haanappel (voor de derde keer) en Sjoukje Dijkstra (voor de tweede keer) deel in het vrouwentoernooi en Catharina Odink / Jacobus Odink kwamen voor de derde keer uit bij het ijsdansen.
(Tussen haakjes het totaal aantal startplaatsen over de disciplines.)
| West-Duitsland (11) Verenigd Koninkrijk (10) Oostenrijk (9) Frankrijk (7) Tsjecho-Slowakije (6) Sovjet-Unie (5) | Zwitserland (5) Italië (4) Hongarije (3) Nederland (3) DDR (1) |

## Medaille verdeling
Voor de tweede keer bij het EK kunstschaatsen was het erepodium een kopie van het jaar ervoor, in 1933 gebeurde dit voor de eerste keer. Alain Giletti prolongeerde de Europese titel, het was zijn vierde medaille, in 1953 en 1954 eindigde hij op de tweede plaats. Michael Booker op de tweede plaats veroverde zijn tweede EK medaille en Karol Divín veroverde zijn derde medaille.
Bij de vrouwen werd Ingrid Wendl de elfde vrouw die Europees kampioene werd, het was haar eerste medaille. Yvonne Sugden op plaats twee veroverde haar derde medaille, in 1954 werd ze derde en in 1955 ook tweede. Erica Batchelor op plaats drie veroverde haar vierde medaille, in 1953 en 1955 werd ze ook derde en in 1954 tweede.
Bij de paren veroverden Sissy Schwarz / Kurt Oppelt de Europese titel, zij waren het twaalfde koppel dat Europees kampioen werd en het tweede Oostenrijkse paar na Idi Papez / Karl Zwack die in 1933 kampioen werden. Marianne Nagy / Lászlo Nagy veroverden hun zesde EK medaille, in 1950, 1955 werden ze kampioen, in 1949, 1953 werden ze tweede en in 1952 derde. Marika Kilius / Franz Ningel op plaats drie veroverden hun tweede EK medaille, in 1955 werden ze ook derde.
Bij het ijsdansen stonden, net als in 1954 en 1955, drie dansparen uit één land op het erepodium. Bij het mannentoernooi had deze situatie zich al vier keer voorgedaan (1891, 1922, 1927 en 1928) en bij het vrouwentoernooi één keer (1939). In 1954 werd Paul Thomas tweede met ijsdanspartner Nesta Davies en in 1955 met partner Pamela Wright ook tweede. Dit jaar werden Wright / Thomas het tweede ijsdanspaar dat Europees kampioen werd. De beide debuterende paren op de plaatsen twee en drie, June Markham / Courtney Jones en Barbara Thompson / Gerard Rigby, veroverden meteen hun eerste EK medaille.
| Discipline | Goud                        | Zilver                        | Brons                           |
| ---------- | --------------------------- | ----------------------------- | ------------------------------- |
| Mannen     | Alain Giletti               | Michael Booker                | Karol Divín                     |
| Vrouwen    | Ingrid Wendl                | Yvonne Sugden                 | Erica Batchelor                 |
| Paren      | Sissy Schwarz / Kurt Oppelt | Marianne Nagy / Lászlo Nagy   | Marika Kilius / Franz Ningel    |
| IJsdansen  | Pamela Wright / Paul Thomas | June Markham / Courtney Jones | Barbara Thompson / Gerard Rigby |

## Uitslagen
| #      | naam (deelname)           | land                           | pc |
| ------ | ------------------------- | ------------------------------ | -- |
| Goud   | Alain Giletti (5)         | Vlag van Frankrijk             |    |
| Zilver | Michael Booker (4)        | Vlag van Verenigd Koninkrijk   |    |
| Brons  | Karol Divín (3)           | Vlag van Tsjechië              |    |
| 4      | Alain Calmat (3)          | Vlag van Frankrijk             |    |
| 5      | Tilo Gutzeit (2)          | Vlag van Duitsland             |    |
| 6      | Norbert Felsinger (3)     | Vlag van Oostenrijk            |    |
| 7      | Francois Pache (3)        | Vlag van Zwitserland           |    |
| 8      | Istvan Szenes (2)         | Vlag van Hongarije (1949-1956) |    |
| 9      | Brian Edward Tuck         | Vlag van Verenigd Koninkrijk   |    |
| 10     | Manfred Schnelldorfer (2) | Vlag van Duitsland             |    |
| 11     | Hans Müller (3)           | Vlag van Zwitserland           |    |
| 12     | Igor Persiantsev          | Vlag van Sovjet-Unie           |    |
| 13     | Hanno Stroher (2)         | Vlag van Oostenrijk            |    |
| 14     | Hans Jürgen Bäumler       | Vlag van Duitsland             |    |
| 15     | Lev Mikhajlov             | Vlag van Sovjet-Unie           |    |
| 16     | Valentin Zakharov         | Vlag van Sovjet-Unie           |    |

| #      | naam (deelname)               | land                         | pc |
| ------ | ----------------------------- | ---------------------------- | -- |
| Goud   | Ingrid Wendl (2)              | Vlag van Oostenrijk          |    |
| Zilver | Yvonne Sudgen (5)             | Vlag van Verenigd Koninkrijk |    |
| Brons  | Erica Batchelor (5)           | Vlag van Verenigd Koninkrijk |    |
| 4      | Rose Pettinger (5)            | Vlag van Duitsland           |    |
| 5      | Hanna Walter (3)              | Vlag van Oostenrijk          |    |
| 6      | Diana Carol Peach             | Vlag van Verenigd Koninkrijk |    |
| 7      | Sjoukje Dijkstra (2)          | Vlag van Nederland           |    |
| 8      | Joan Haanappel (3)            | Vlag van Nederland           |    |
| 9      | Erika Rücker (4)              | Vlag van Duitsland           |    |
| 10     | Ilse Musyl (2)                | Vlag van Oostenrijk          |    |
| 11     | Emma Giardini                 | Vlag van Italië              |    |
| 12     | Alice Fischer (3)             | Vlag van Zwitserland         |    |
| 13     | Ina Bauer                     | Vlag van Duitsland           |    |
| 14     | Jindra Kramperova             | Vlag van Tsjechië            |    |
| 15     | Karin Borner                  | Vlag van Zwitserland         |    |
| 16     | Jana Docekalova               | Vlag van Tsjechië            |    |
| 17     | Miloslava Tumova-Zahorska (3) | Vlag van Tsjechië            |    |
| 18     | Gilberte Naboudet (2)         | Vlag van Frankrijk           |    |
| 19     | Corinne Altman                | Vlag van Frankrijk           |    |
| 20     | Milena Kladrubska (2)         | Vlag van Tsjechië            |    |
| 21     | Michele Allard (2)            | Vlag van Frankrijk           |    |

| #      | naam (deelname)                        | land                                    | pc |
| ------ | -------------------------------------- | --------------------------------------- | -- |
| Goud   | Sissy Schwarz (4) Kurt Oppelt (4)      | Vlag van Oostenrijk                     |    |
| Zilver | Marianne Nagy (8) Lászlo Nagy (8)      | Vlag van Hongarije (1949-1956)          |    |
| Brons  | Marika Kilius (2) Franz Ningel (2)     | Vlag van Duitsland                      |    |
| 4      | Joyce Coates Anthony Holles            | Vlag van Verenigd Koninkrijk            |    |
| 5      | Vera Suchánková (2) Zdeněk Doležal (2) | Vlag van Tsjechië                       |    |
| 6      | Liesl Ellend (2) Konrad Lienert (2)    | Vlag van Oostenrijk                     |    |
| 7      | Eva Szollosi (3) Gabor Vida (3)        | Vlag van Hongarije (1949-1956)          |    |
| 8      | Lidia Guerassimova Turii Kisselev      | Vlag van Sovjet-Unie                    |    |
| 9      | Carolyn Krau Rodney Ward               | Vlag van Verenigd Koninkrijk            |    |
| 10     | Eva Neeb (3) Karl Probst (3)           | Vlag van Duitsland                      |    |
| 11     | Maia Belenkaia Igor Moskvine           | Vlag van Sovjet-Unie                    |    |
| 12     | Susi Holstein Willi Wahl               | Vlag van Zwitserland                    |    |
| 13     | Vera Kuhruber (2) Horst Kuhruber (2)   | Vlag van Duitse Democratische Republiek |    |
| 14     | Colette Tarozzi Jean Vives             | Vlag van Frankrijk                      |    |

| #      | naam (deelname)                                 | land                         | pc |
| ------ | ----------------------------------------------- | ---------------------------- | -- |
| Goud   | Pamela Wright (2) Paul Thomas (3)               | Vlag van Verenigd Koninkrijk |    |
| Zilver | June Markham Courtney Jones                     | Vlag van Verenigd Koninkrijk |    |
| Brons  | Barbara Thompson Gerard Rigby                   | Vlag van Verenigd Koninkrijk |    |
| 4      | Fanny Besson (3) Jean Paul Guhel (3)            | Vlag van Frankrijk           |    |
| 5      | Sigrid Knake (2) Gunther Koch (2)               | Vlag van Duitsland           |    |
| 6      | Catharina Odink (3) Jacobus Odink (3)           | Vlag van Nederland           |    |
| 7      | Edith Peikert (3) Hans Kutschera (3)            | Vlag van Oostenrijk          |    |
| 8      | Lucia Fischer (3) Rudolf Zorn (3)               | Vlag van Oostenrijk          |    |
| 9      | Gerda Wohlgemuth Hannes Bruckhardt              | Vlag van Duitsland           |    |
| 10     | Adrianna Giuggiolini (2) Germano Ceccattini (2) | Vlag van Italië              |    |
| 11     | Rita Paucka Peter Kwiet                         | Vlag van Duitsland           |    |
| 12     | Maria Grazia Locatelli Vinicio Toncelli         | Vlag van Italië              |    |
| 13     | Olga Cilardini Gianfranco Canepa                | Vlag van Italië              |    |

Medaillewinnaars

Mannen · 
Vrouwen ·
Paren · 
IJsdansen

Toernooi

1891 · 
1892 · 
1893 · 
1894 · 
1895 · 
1896-1897 · 
1898 · 
1899 · 
1900 · 
1901 · 
1902-1903 · 
1904 · 
1905 · 
1906 · 
1907 · 
1908 · 
1909 · 
1910 · 
1911 · 
1912 · 
1913 · 
1914 · 
1915-1921 · 
1922 · 
1923 · 
1924 · 
1925 · 
1926 · 
1927 · 
1928 · 
1929 · 
1930 · 
1931 · 
1932 · 
1933 · 
1934 · 
1935 · 
1936 · 
1937 · 
1938 · 
1939 ·
1940-1946 · 
1947 · 
1948 · 
1949 · 
1950 · 
1951 · 
1952 · 
1953 · 
1954 · 
1955 · 
1956 · 
1957 · 
1958 · 
1959 · 
1960 · 
1961 · 
1962 · 
1963 · 
1964 · 
1965 · 
1966 · 
1967 · 
1968 · 
1969 · 
1970 · 
1971 · 
1972 · 
1973 · 
1974 · 
1975 · 
1976 · 
1977 · 
1978 · 
1979 · 
1980 · 
1981 · 
1982 · 
1983 · 
1984 · 
1985 · 
1986 · 
1987 · 
1988 · 
1989 · 
1990 · 
1991 · 
1992 · 
1993 · 
1994 · 
1995 ·
1996 · 
1997 · 
1998 · 
1999 · 
2000 · 
2001 · 
2002 · 
2003 · 
2004 · 
2005 · 
2006 ·
2007 ·
2008 ·
2009 ·
2010 ·
2011 ·
2012 ·
2013 ·
2014 ·
2015 ·
2016 ·
2017 ·
2018 ·
2019 ·
2020 ·
2021 · 
2022 · 
2023 · 
2024 · 
2025

WK kunstschaatsen ·
WK kunstschaatsen junioren ·
Viercontinentenkampioenschap ·
Olympische Spelen